# Merck & Co.
Merck & Co., Inc. (NYSE: MRK), відома як Merck Sharp & Dohme, MSD поза Сполученими Штатами Америки і Канадою, є одною з найбільших фармацевтичних компаній в світі. Штаб-квартира знаходиться в місті Равей, штат Нью-Джерсі. Компанія була заснована в 1891 році як американське відділення німецької компанії «Merck KGaA». Merck & Co. була конфіскована урядом США під час Першої світової війни і після цього перезаснована як незалежна американська компанія. На сьогодні[коли?] це одна із семи найбільших фармацевтичних компаній за ринковою капіталізацією та доходом.
Компанія подає себе як «глобальна дослідницько-фармацевтична компанія», що «відкриває, розробляє, виробляє і продає широкий спектр інноваційних продуктів для поліпшення здоров'я людини і тварин, безпосередньо та через свої спільні підприємства».[джерело?]
Компанія також публікує The Merck Manuals — серія періодичних видань для терапевтів і медсестер. Сюди входить Merck Manual of Diagnosis and Therapy — світовий бестселер серед медичних книг.
Вчений з Merck, Моріс Гіллман (Maurice Hilleman), був нагороджений як вчений, що врятував найбільшу кількість життів у 20 ст. Серед його досягнень:
- Вакцина проти гепатиту В, яка була перша використана для вакцинації для профілактики ракової гепатоми печінки, ракових потенційних ускладнень вірусу гепатиту В
- Вакцини проти менінгіту і пневмонії.